# Parafia Ewangelicko-Augsburska w Ustroniu

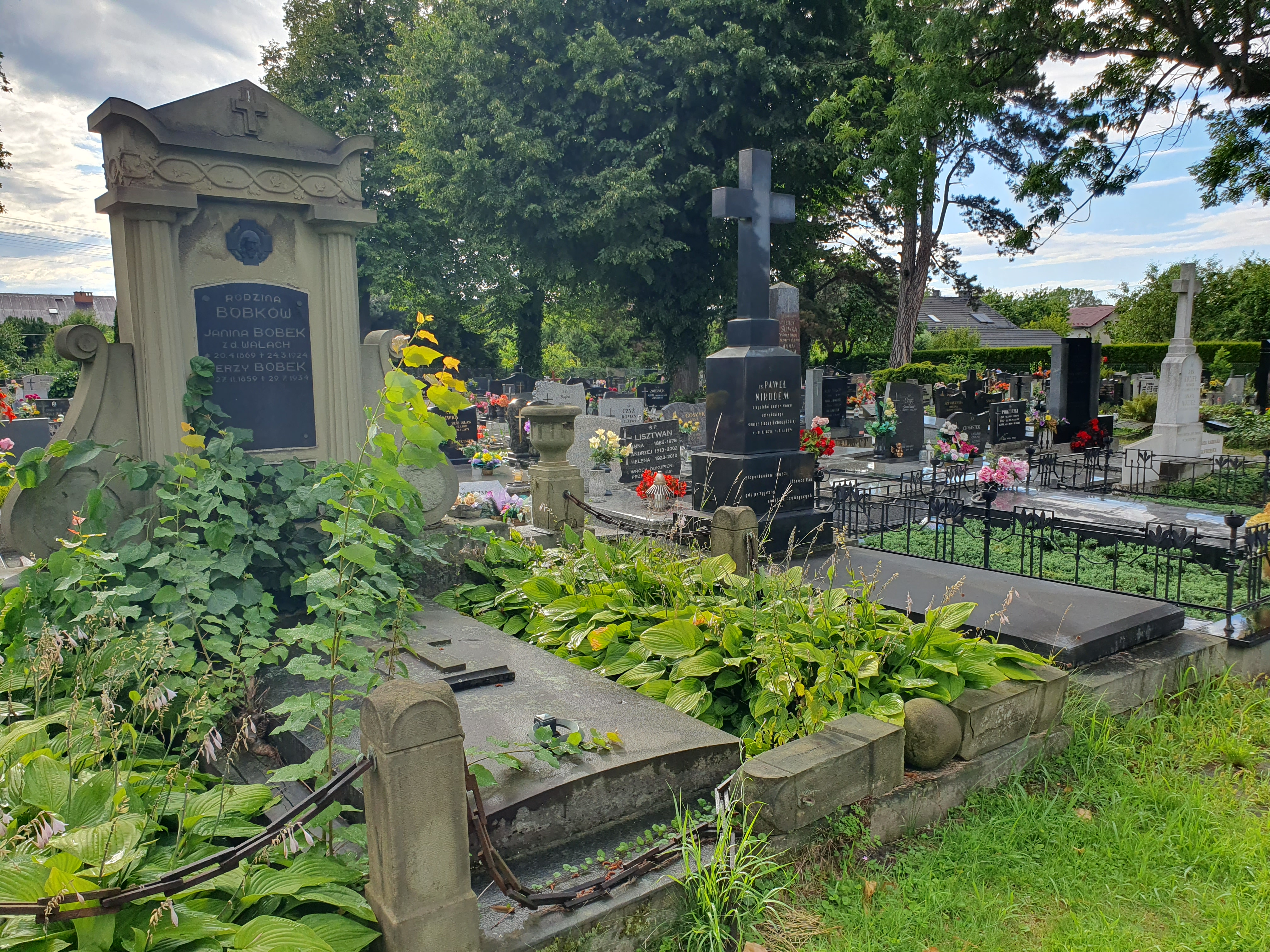
Cmentarz parafialny

Parafia Ewangelicko-Augsburska w Ustroniu – parafia luterańska w Ustroniu, należąca do diecezji cieszyńskiej Kościoła Ewangelicko-Augsburskiego w RP.

## Historia
Początki zboru (parafii) luterańskiej w Ustroniu związane są z wydaniem przez cesarza Józefa II Habsburga Patentu Tolerancyjnego w 1781 r. Ewangelicy ustrońscy uzyskali 21 lipca 1783 r. pozwolenie na budowę domu modlitwy. Parafia skupiała wówczas 400 rodzin z obszaru Ustronia, Bładnic Dolnych, Bładnic Górnych, Brennej, Górek Małych, Górek Wielkich, Harbutowic, Hermanic, Lipowca, Międzyświecia i Nierodzimia, a od 1814 również Cisownicy. Zanim go wybudowano, wzniesiono tymczasowy budynek z desek, przezwany pejoratywnie węglarnią. 
Przez pierwsze dwa lata w Ustroniu posługiwał pastor z Wisły, po czym w 1785 r. powołano pochodzącego z Węgier Michała Solnenzisa (1785–1797).
Patent Tolerancyjny ustanowił również strukturę oficjalnie działającego Kościoła ewangelickiego w Przedlitawii. Wszystkie zbory zostały podległe konsystorzowi powstałemu w 1784 r. w Cieszynie, a w 1785 r. przeprowadzonemu do Wiednia. W 1784 r. powstała superintendentura dla Moraw, Śląska i Galicji. W 1807 r. powstał seniorat śląski, któremu z czasem podległe zostały wszystkie zbory na Śląsku Austriackim.
W 1802 r. przybył tu z Wisły Andrzej Wilhelm Bystroń (1802–1806), następnie pastorem był Samuel Schimko (1806–1810), Karol Kotschy (1811–1856). W czasie pastorowania Kotschego ukończono nowy budynek kościoła poświęcony 25 lipca 1838 r. Ponadto w jego pobliżu oddano do użytku budynek szkoły oraz plebanii.
Z okazji stulecia powstania parafii dokonano remontu wszystkich budynków, powstał wtedy także Dom Sierot, przekształcony następnie w Ewangelicki Zakład Dobroczynny.
W 1925 parafia zrzeszała 4990 wiernych, a w 1937 – 5641.
W okresie międzywojennym wydawano czasopisma Poseł Ewangelicki oraz Kalendarz Ewangelicki. Oddano również do użytku dom młodzieży nazywany Prażakówka.
W 2018 parafia liczyła około 3500 wiernych, natomiast w 2023 należało do niej 3628 członków.

## Proboszczowie
- Karol Kotschy (Koczy) (1810–1856)[6]
- Jerzy Janik (1856–1907)[6]
- Paweł Nikodem (1909–1954)[6]
- ks. Paweł Nikodem 1909–1939, 1945–1954[7]
- Jan Gajdzica (1940–1946)[6]
- Paweł Bocek (1951–1954 II proboszcz, 1954–1980)[6]
- Stanisław Dorda (1966–1983)[6]
- Henryk Czembor (1983–1985 administrator, 1985–1993)[6]
- ks. Piotr Wowry (2007–2020)[6]
- ks. Dariusz Lerch (2020–1922 proboszcz pomocniczy, a od 2022 proboszcz)[8][9]